# Bart Veldkamp
Bart Veldkamp (La Haya, Países Bajos, 22 de noviembre de 1967) es un deportista neerlandés que compitió para Bélgica en patinaje de velocidad sobre hielo. 
Participó en cinco Juegos Olímpicos de Invierno, entre los años 1992 y 2006, obteniendo en total tres medallas: oro en Albertville 1992 (10 000 m), bronce en Lillehammer 1994 (10 000 m) y bronce en Nagano 1998 (5000 m).
Ganó tres medallas de bronce en el Campeonato Mundial de Patinaje de Velocidad sobre Hielo entre los años 1990 y 2001, y tres medallas en el Campeonato Mundial de Patinaje de Velocidad sobre Hielo en Distancia Individual entre los años 1996 y 1999. Además, obtuvo tres medallas en el Campeonato Europeo de Patinaje de Velocidad sobre Hielo entre los años 1990 y 2001.

## Palmarés internacional
| Representando a los Países Bajos           |                           |                   |                       |
| Juegos Olímpicos                           |                           |                   |                       |
| Año                                        | Lugar                     | Medalla           | Prueba                |
| 1992                                       | Albertville (Francia)     | Medalla de oro    | 10 000 m              |
| 1994                                       | Lillehammer (Noruega)     | Medalla de bronce | 10 000 m              |
| Campeonato Mundial                         |                           |                   |                       |
| Año                                        | Lugar                     | Medalla           | Prueba                |
| 1990                                       | Innsbruck (Austria)       | Medalla de bronce | Clasificación general |
| 1991                                       | Heerenveen (Países Bajos) | Medalla de bronce | Clasificación general |
| Campeonato Europeo                         |                           |                   |                       |
| Año                                        | Lugar                     | Medalla           | Prueba                |
| 1990                                       | Heerenveen (Países Bajos) | Medalla de oro    | Clasificación general |
| 1991                                       | Sarajevo (Yugoslavia)     | Medalla de bronce | Clasificación general |
| Representando a Bélgica                    |                           |                   |                       |
| Juegos Olímpicos                           |                           |                   |                       |
| Año                                        | Lugar                     | Medalla           | Prueba                |
| 1998                                       | Nagano (Japón)            | Medalla de bronce | 5000 m                |
| Campeonato Mundial                         |                           |                   |                       |
| Año                                        | Lugar                     | Medalla           | Prueba                |
| 2001                                       | Budapest (Hungría)        | Medalla de bronce | Clasificación general |
| Campeonato Mundial en Distancia Individual |                           |                   |                       |
| Año                                        | Lugar                     | Medalla           | Prueba                |
| 1996                                       | Hamar (Noruega)           | Medalla de plata  | 10 000 m              |
| 1998                                       | Calgary (Canadá)          | Medalla de bronce | 5000 m                |
| 1999                                       | Heerenveen (Países Bajos) | Medalla de plata  | 5000 m                |
| Campeonato Europeo                         |                           |                   |                       |
| Año                                        | Lugar                     | Medalla           | Prueba                |
| 2001                                       | Baselga di Piné (Italia)  | Medalla de plata  | Clasificación general |